# Linie M2 (Métro Lausanne)
Die Linie M2 der Métro Lausanne ist eine 5,9 Kilometer lange Linie der Métro Lausanne, die von Ouchy (373 m) am Ufer des Genfersees über den Bahnhof Lausanne und das Stadtzentrum nach Epalinges-Croisettes (711 m) führt. Die 2008 in Betrieb genommene Linie weist den grössten Höhenunterschied aller U-Bahnen der Welt auf. Sie entstand aus dem Umbau der Zahnradbahn Lausanne–Ouchy und ist die einzige Lausanner U-Bahn-Linie, da die Linie M1 mehrere niveaugleiche Bahnübergänge mit dem Individualverkehr aufweist. 

## Geschichte

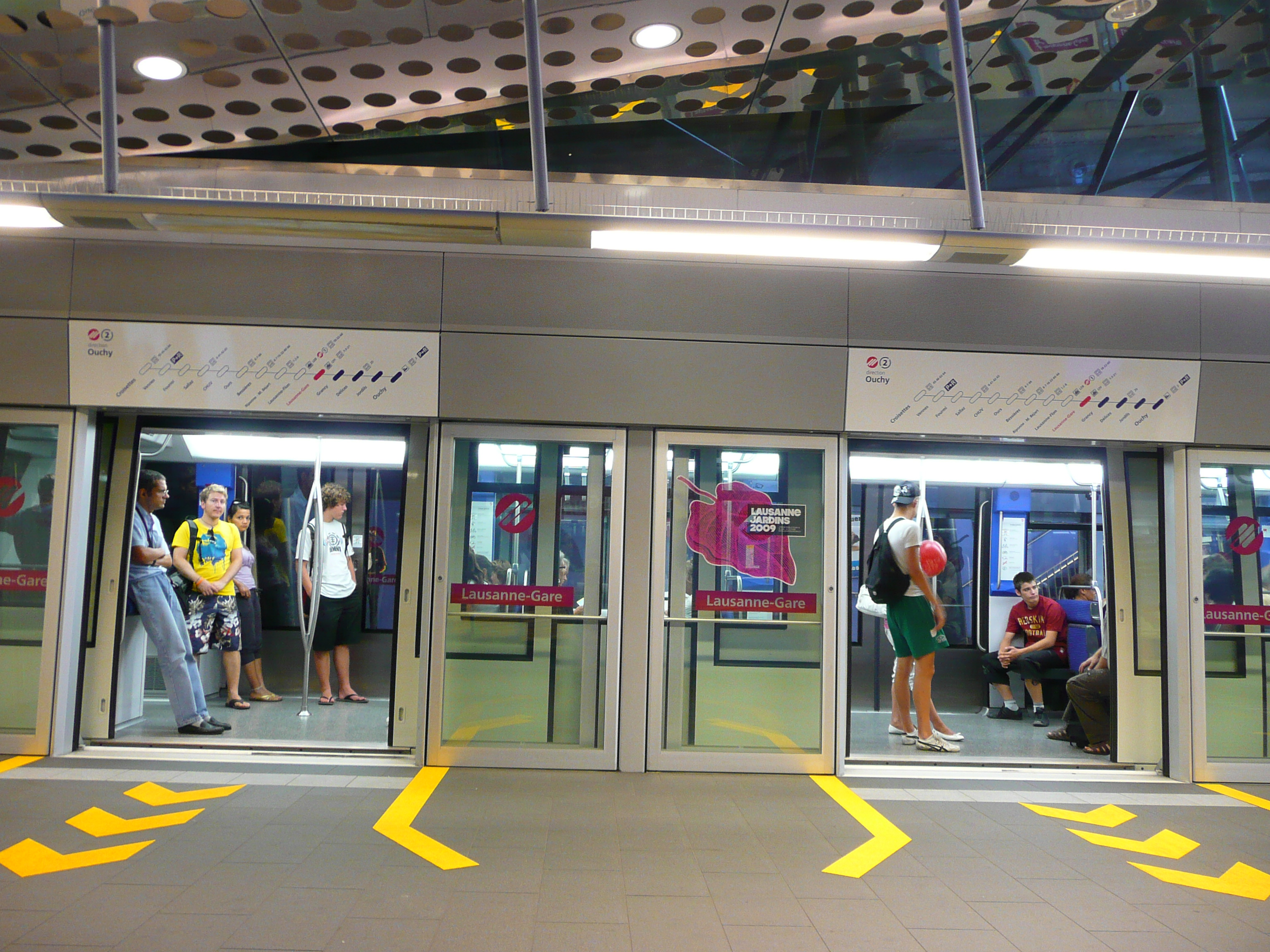
Station Lausanne-Gare: der steil geneigte Bahnsteig hat Türen

Die M2 entstand aus dem kompletten Umbau der bereits bestehenden, 1,5 Kilometer langen Zahnradbahn Lausanne-Ouchy und deren Verlängerung bis nach Epalinges. Das letztendlich 736 Millionen Franken teure Projekt wurde am 24. November 2002 in einer Volksabstimmung angenommen (62,0 % Ja im Standortkanton Waadt, 76,7 % Ja in Lausanne). Die Bauarbeiten begannen am 15. März 2004. Am 22. Februar 2005 stiess man bei Tunnelbohrungen unter der Place Saint-Laurent auf eine Grundwasserschicht, woraufhin mehrere hundert Kubikmeter durchnässte Erdmasse in die Tunnelbaustelle einbrachen. Das umliegende Gebiet, ein beliebtes Einkaufsviertel, musste mehrere Tage gesperrt werden. Genau elf Monate später, am 22. Januar 2006, stellte die Zahnradbahn ihren Betrieb ein, um den ungestörten Umbau der Strecke zu ermöglichen. Am 23. August 2007 war die Strecke im Rohbau fertiggestellt und wurde anschliessend bis zum Eröffnungstag auf ihrer gesamten Länge im Probebetrieb befahren.
Am 18. September 2008 fand im Beisein von Verkehrsminister Moritz Leuenberger und Stadtpräsident Daniel Brélaz die offizielle Eröffnung statt. Nach dem Eröffnungswochenende wurde der Betrieb der M2 vorübergehend während fünf Wochen eingestellt, um Anpassungen an der Software vorzunehmen (bei den Testfahrten waren Betriebsstörungen aufgetreten). Der kommerzielle Betrieb wurde am 27. Oktober 2008 aufgenommen. Die Betriebsführung der Métro Lausanne-Ouchy S.A. (LO) erfolgte durch das Verkehrsunternehmen Transports publics de la région lausannoise (TL). 2012 fusionierten TL, LO und TSOL.

## Betrieb
Beim Betrieb der M2 wird auf französische Technik gesetzt. Die 15 zweiteiligen Einheiten sind 30,68 Meter lang, 2,45 m breit und 3,47 m hoch, sie können maximal 351 Fahrgäste aufnehmen. Die erste Einheit wurde am 2. September 2006 nach Lausanne geliefert, die übrigen folgten im Abstand von zwei Monaten.
Die Linie M2 wird führerlos und vollautomatisch betrieben, die Stationen besitzen Bahnsteigtüren, die gleichzeitig mit den auf gleicher Höhe befindlichen Fahrzeugtüren geöffnet und geschlossen werden. Das Prinzip von Fahrbahn und Führung wurde von der Pariser Métro übernommen. Auch die von Alstom gefertigten Fahrzeuge entsprechen weitgehend der Pariser Pneumetro des Typs MP89 CA. Allerdings bestehen die insgesamt 15 Lausanner Einheiten lediglich aus zwei Wagenkästen. Wie auf einigen Linien der Pariser Metro sind die Drehgestelle mit gummibereiften Rädern ausgestattet. Damit ersparte man sich für das Gleis die Montage einer Zahnstange. Die Bergfahrt für die gesamte Strecke dauert 21, die Talfahrt 18 Minuten.
Die Energiezufuhr erfolgt über die als Stromschienen mitbenutzten seitlichen Führungsschienen.

## Strecke
| Fahrplanfeld: | 204                  |                                                  |                                                |
| Spurweite: | 1435 mm (Normalspur) |                                                  |                                                |
| |                      |                                                  |                                                |
| \| \| \| Epalinges, Croisettes \| 711 m ü. M. \| \| \| \| Lausanne, Vennes \| 683 m ü. M. \| \| \| \| Depot \| \| \| \| \| Lausanne, Fourmi \| 651 m ü. M. \| \| \| \| Lausanne, Sallaz \| 610 m ü. M. \| \| \| \| \| \| \| \| \| \| \| \| \| \| \| \| \| \| \| Lausanne, CHUV \| 570 m ü. M. \| \| \| \| Lausanne, Ours \| 517 m ü. M. \| \| \| \| Lausanne, Bessières \| 500 m ü. M. \| \| \| \| \| \| \| \| \| Pont Saint-Martin \| \| \| \| \| \| \| \| \| \| Lausanne, Riponne-M. Béjart \| 492 m ü. M. \| \| \| \| Lausanne-Flon m1, LEB \| 473 m ü. M. \| \| \| \| rechts: Zahnradbahn Lausanne–Ouchy (1958–2006) \| \| \| \| \| Lausanne-Gare SBB \| 452 m ü. M. \| \| \| \| \| \| \| \| \| Lausanne, Grancy \| 425 m ü. M. \| \| \| \| Montriond \| 420 m ü. M. \| \| \| \| \| \| \| \| \| Lausanne, Délices \| 408 m ü. M. \| \| \| \| Lausanne, Jordils \| 392 m ü. M. \| \| \| \| \| \| \| \| \| Lausanne, Ouchy-Olympique \| 373 m ü. M. \| \| \| \| Lausanne-Ouchy (lac) Schifflände Genfersee (CGN) \| \| |                      |                                                  |                                                |
| U-Bahn-Kopfbahnhof Streckenanfang (im Tunnel) |                      | Epalinges, Croisettes                            | 711 m ü. M.                                    |
| U-Bahn-Haltepunkt / Haltestelle (im Tunnel) |                      | Lausanne, Vennes                                 | 683 m ü. M.                                    |
| U-Bahn-Abzweig geradeaus und nach links (im Tunnel) · U-Bahn-Betriebs-/Güterbahnhof Streckenende und quer (im Tunnel) |                      | Depot                                            | Depot                                          |
| U-Bahn-Haltepunkt / Haltestelle (im Tunnel) |                      | Lausanne, Fourmi                                 | 651 m ü. M.                                    |
| U-Bahn-Haltepunkt / Haltestelle (im Tunnel) |                      | Lausanne, Sallaz                                 | 610 m ü. M.                                    |
| U-Bahn-Tunnelende |                      |                                                  |                                                |
| U-Bahn-Strecke |                      |                                                  |                                                |
| U-Bahn-Tunnelanfang |                      |                                                  |                                                |
| U-Bahn-Haltepunkt / Haltestelle (im Tunnel) |                      | Lausanne, CHUV                                   | 570 m ü. M.                                    |
| U-Bahn-Haltepunkt / Haltestelle (im Tunnel) |                      | Lausanne, Ours                                   | 517 m ü. M.                                    |
| U-Bahn-Haltepunkt / Haltestelle (im Tunnel) |                      | Lausanne, Bessières                              | 500 m ü. M.                                    |
| U-Bahn-Tunnelende |                      |                                                  |                                                |
| U-Bahn-Brücke |                      | Pont Saint-Martin                                | Pont Saint-Martin                              |
| U-Bahn-Tunnelanfang |                      |                                                  |                                                |
| U-Bahn-Haltepunkt / Haltestelle (im Tunnel) |                      | Lausanne, Riponne-M. Béjart                      | 492 m ü. M.                                    |
| U-Bahn-Bahnhof (im Tunnel) · Kopfbahnhof Streckenanfang (Strecke außer Betrieb) (im Tunnel) |                      | Lausanne-Flon m1, LEB                            | 473 m ü. M.                                    |
| U-Bahn-Strecke (im Tunnel) · Strecke (außer Betrieb) (im Tunnel) |                      | rechts: Zahnradbahn Lausanne–Ouchy (1958–2006)   | rechts: Zahnradbahn Lausanne–Ouchy (1958–2006) |
| U-Bahn-Bahnhof (im Tunnel) · Bahnhof (Strecke außer Betrieb) (im Tunnel) |                      | Lausanne-Gare SBB                                | 452 m ü. M.                                    |
| U-Bahn-Tunnelende · Tunnelende (Strecke außer Betrieb) |                      |                                                  |                                                |
| U-Bahn-Haltepunkt / Haltestelle · Strecke (außer Betrieb) |                      | Lausanne, Grancy                                 | 425 m ü. M.                                    |
| U-Bahn-Strecke · Haltepunkt / Haltestelle (Strecke außer Betrieb) |                      | Montriond                                        | 420 m ü. M.                                    |
| U-Bahn-Tunnelanfang · Strecke (außer Betrieb) |                      |                                                  |                                                |
| U-Bahn-Haltepunkt / Haltestelle (im Tunnel) · Strecke (außer Betrieb) |                      | Lausanne, Délices                                | 408 m ü. M.                                    |
| U-Bahn-Haltepunkt / Haltestelle (im Tunnel) · Haltepunkt / Haltestelle (Strecke außer Betrieb) |                      | Lausanne, Jordils                                | 392 m ü. M.                                    |
| U-Bahn-Tunnelende · Strecke (außer Betrieb) |                      |                                                  |                                                |
| U-Bahn-Kopfbahnhof Streckenende · Kopfbahnhof Streckenende (Strecke außer Betrieb) |                      | Lausanne, Ouchy-Olympique                        | 373 m ü. M.                                    |
| |                      | Lausanne-Ouchy (lac) Schifflände Genfersee (CGN) |                                                |

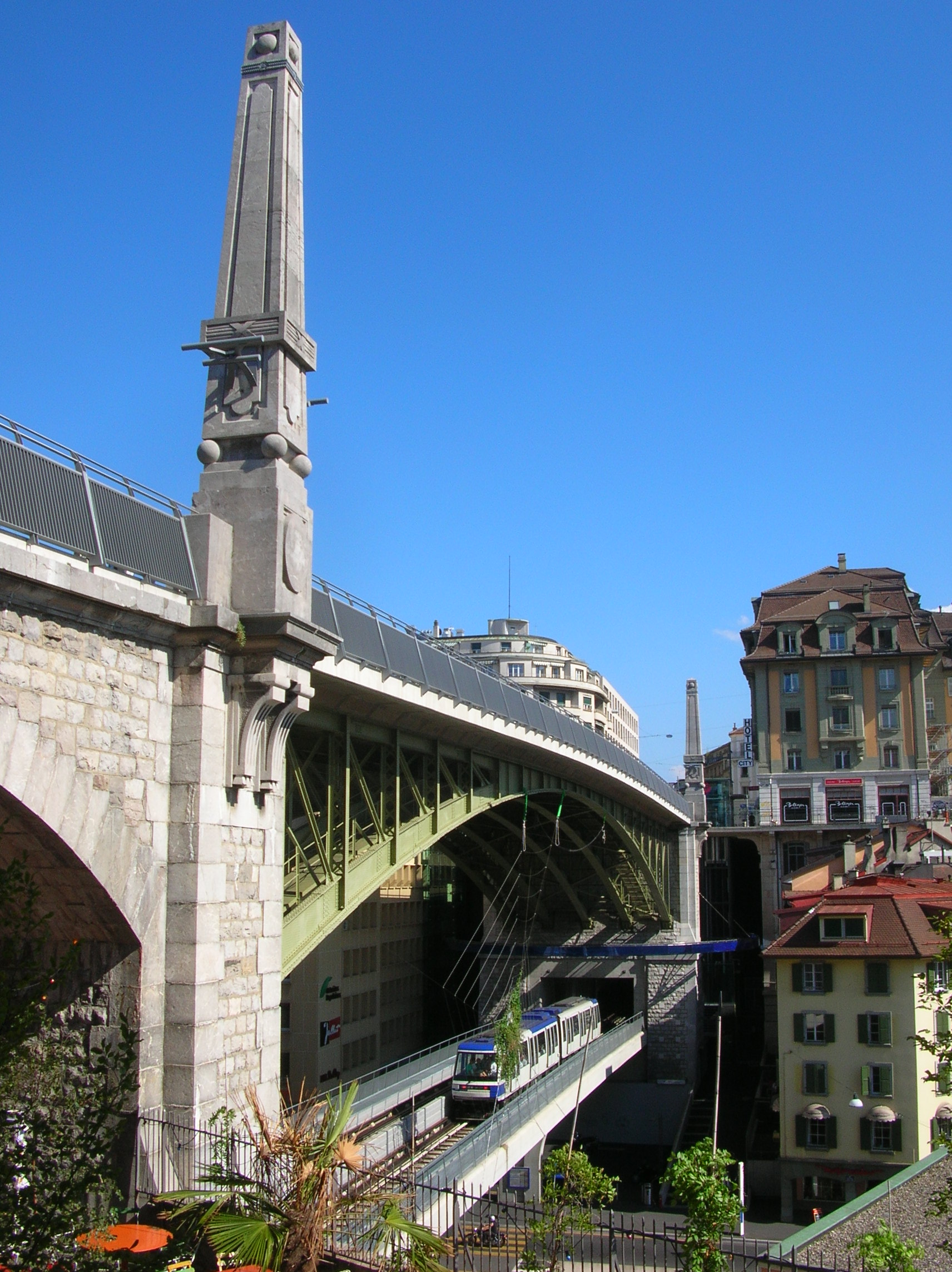
Zug der Linie M2 auf dem Pont Saint-Martin unterhalb der Straßenbrücke Pont Bessières

Die U-Bahn-Strecke ist 5,9 Kilometer lang und umfasst 14 Stationen, wovon vier bereits vorher bestanden. Es gibt vier Tunnelabschnitte, die eine Gesamtlänge von 5,3 Kilometern aufweisen. 600 Meter der Strecke verlaufen ausserhalb von Tunneln. Der Höhenunterschied zwischen den Endstationen Ouchy (unten am See gelegen) und dem am Hügel gebauten Vorort Croisettes beträgt 336 Meter, wobei die durchschnittliche Steigung 5,7 %, die Maximalsteigung zwölf Prozent beträgt. Die Linie M2 weist damit den grössten Höhenunterschied aller U-Bahnen der Welt auf, sie ist auch die steilste Adhäsions-U-Bahn sowie die weltweit drittsteilste U-Bahn – nach der Karmelit in Haifa (eine pneubereifte Standseilbahn mit 30 % Steigung) und der Métro C in Lyon (eine Zahnradbahn mit bis zu 17 % Steigung).
Die bereits bestehende Strecke der Zahnradbahn beginnt in Ouchy am Ufer des Genfersees, wobei das unterste Teilstück, das zuvor in einem Einschnitt verlief, zu einem Tunnelabschnitt wurde. Die bestehende Station Montriond ersetzte man durch die Stationen Délices und Grancy. Oberhalb von Grancy beginnt der zweite Tunnel, der den Hauptbahnhof unterquert und zur bisherigen Endstation Flon führt. Dort besteht eine Umsteigemöglichkeit zur M1 nach Renens und zur Chemin de fer Lausanne-Echallens-Bercher (LEB).
Nördlich/oberhalb der Station Flon beginnt der Neubauabschnitt. Hinter der Station Riponne endet der zweite Tunnel, da die Strecke auf einer Brücke ein tief eingeschnittenes Tal im Stadtzentrum überquert. Der dritte Tunnel endet kurz vor La Sallaz. Nördlich dieser Station folgt der vierte Tunnel bis zur Endstation. Da die Station Vennes direkt an der Autobahn A9 liegt, entstand dort ein grosser Park-and-ride-Platz. Vennes ist auch Standort des Depots und der Betriebswerkstatt. Die Strecke endet in Croisettes am Ortsrand von Epalinges; die Endstation wurde so gebaut, dass der Bau einer daran anschliessenden Verlängerung ins Zentrum von Epalinges und nach Le Chalet-à-Gobet möglich wäre.